# Rayuela (banda)
Rayuela fue un grupo ecuatoriano de rock alternativo.

## Historia
Rayuela se forma como banda a mediados de 1998, pero solo en 1999 empiezan a tocar en los circuitos underground del norte de Quito. El nombre se debe a que en Ecuador a quien está loco se le dice rayado, y una derivación de la palabra muy usual es rayuela. Al inicio, el grupo era un cuarteto conformado por el guitarrista Paúl Silva, Esteban Vera en el bajo, Jorge Imbaquingo en la batería, y el cantante Ilich Imbaquingo, quien luego de seis meses con el grupo decidió separarse en buenos términos. Paúl asumió entonces el papel de cantante y guitarrista. Nunca más cambiaría esta alineación.
En enero de 2007 la trayectoria de Rayuela fue reconocida por el proyecto Mis Bandas Nacionales y el Municipio de Quito como Mejor banda alternativa en la categoría Permanencia. Su carrera se ha desarrollado bajo su propia dirección y producción artística, con el sello Litio Records. Se separaron en 2009 luego de haber publicado dos discos y un EP. En 2019 dieron un concierto de reunión.

## Discos

### Rayuela (2004)
En febrero de 2004 Rayuela decide grabar las canciones con las que se presentaban en los conciertos. Preparan ocho temas en estudios Pentagrama, con la asistencia técnica de Washo Mora, guitarrista de Sparta y Hostill. Como dato curioso, Ilich, el primer vocalista, estuvo en la grabación de los coros de la canción Escapulario. Desde el principio, el grupo se impuso la meta de que el disco sonara como una sesión de garage, por lo que graba sus temas en una sola toma (a pesar de que existía presupuesto para una grabación por separado). Esto hace que la postposproducción fuera más lenta para que el sonido estuviera balanceado entre un sonido crudo y las infinitas posibilidades del sonido digital, para que la mezcla tuviera un matiz pragmático. Solo en octubre la mezcla estuvo lista y graban tres temas más compuestos durante este intervalo. Finalmente, el disco estuvo listo en diciembre de 2004.
En un principio, el disco iba a llamarse El Color, como una de las canciones del trabajo, pero por recomendación de Paúl el disco se bautizó con el mismo nombre de la banda. El arte gráfico del CD tenía la intención de ser un pequeño folletín con dibujos realizados por niños de jardín de infantes, pero durante esos días salió un disco de los legendarios The Cure con el mismo concepto. Así que se confió el diseño final a Paúl Tene, publicista y baterista de Todos al Tacho, quien hizo el cambio del arte a contrarreloj, el resultado final gustó a toda la banda que había tenido que fundar el sello Litio Records para gestionar el trabajo. En la portada se escogió el dibujo de un niño de 4 años, Kevin Lascano, que había dibujado tres soles. Esa imagen se fundió con una foto de la banda en tonalidad roja y se superpuso el logotipo de Rayuela. El 18 de diciembre de 2004 se lanzó el disco en el que se incluyeron 10 canciones, y una más ("Fílulas de caraconcia") que se la ubicó en el track 21. El concierto de presentación se realizó en el bar El Ábaco, allí tocaron los guayaquileños Víbora Julieta, y los grupos quiteños Todos al Tacho y Patricia Piernas Largas.

#### Personal
- Paúl Silva - Guitarra acústica, eléctrica, vocalista.
- Esteban Vera - Bajo.
- Jorge Imbaquingo - Batería, coros, líricas, productor.
- Ilich Imbaquingo - Coros en Escapulario.
- José Jácome - Fotografía.
- Paúl Tene - Diseño de portada.
- Washo Mora - Ingeniero de sonido, mezclas, masterización, productor.

#### Rayuela (Reedición 2006)
En el 2006 se realizó una reedición de este trabajo. Se remasterizaron todas las canciones, y se incluyó el vídeo de la canción Negro, además se adicionaron versiones realizadas en presentaciones acústicas radiales (en 88.1 FM de Quito), de los temas Larvas y Funerales.

### Rayuela 2.1 (álbum)
Rayuela grabó su segundo disco, titulado Rayuela 2.1, en los estudios Riff, de Quito. El disco tiene nueve temas y muestra un perfil más elaborado en cuanto a composición y arreglos, así como un sonido más fuerte con respecto a su primer trabajo de estudio. Es un álbum orientado al metal alternativo. 
Lo más representativo de este nuevo trabajo son las canciones Abismo y Tu otro ser, de acuerdo a la crítica.
La banda lanzó en la segunda semana de mayo de 2008 un EP Maxi Single, con la canción Tu otro ser'', una primera mezcla de la canción Exégesis, y otro material en vivo de la banda, como adelanto antes de la publicación del disco. 
El lanzamiento definitivo del álbum Rayuela 2.1 fue el 1 de septiembre de 2009.

### Reunión 2019
Para celebrar los 15 años del primer disco de Rayuela, los tres integrantes del grupo realizaron un único concierto de reunión que se efectuó en el 1865 Museo del Rock, en Quito, el 26 de diciembre de 2019.  
Allí interpretaron material de sus dos álbumes y revivieron el espíritu rayuelero.
El material tocado esa noche se registró en un disco en vivo lanzado en plataformas digitales, con el título de Rayuela Reunión. También se lanzó un documental sobre la banda.

## Videos

### Negro
El vídeo de la canción Negro fue filmado por Pata de Perro Films y Litio Records. Fue realizado en formato cine Super 8mm. La canción habla sobre el asesinato de Jaime Hurtado, el diputado de raza negra que fue asesinado cuando investigaba fraudes bancarios. En un momento se pensó en realizar una reconstrucción del asesinato de Hurtado, pero al ser la letra de la canción tan figurativa (nunca habla de un asesinato, ni menciona el nombre del diputado, ni en ninguna parte de la canción se dice la palabra "negro", apenas en el título) se decidió hacer un guion diferente. El argumento del vídeo se basa en la idea de cómo habrían reaccionado los transeúntes ante otro "trabajito" del asesino de Hurtado.
Los protagonistas fueron: Carlos Scheel (como el sicario), Mache Woho (el pelón furibundo). Los Chavos y los Vachos (como los chicos de negro).
Las locaciones fueron las calles Chile y García Moreno, del centro histórico de Quito, y el barrio de Carcelén. El revelado de las cintas se realizó en Suiza, y el traspaso a formato digital en Barcelona, a cargo de Milvia León, productora asociada. El vídeo se estrenó en enero de 2006, en el cine Ocho y Medio. Fue seleccionado para la muestra de cine Ecuador-Francia, desarrollada a mediados del 2006. Además, ha tenido rotación en canales de televisión de Ecuador.

### Salta Raza
El vídeo de la canción Salta Raza fue una producción de Forofor Films y de Litio Records. Fue realizado en vídeo digital, y dirigido por el periodista y cinéfilo Robertson Vinueza. La canción habla sobre la fuerza de un pueblo oprimido por su realidad económica, pero sobre todo por la realidad política. Se decidió grabarlo en el gimnasio de La Tola, barrio bravo de Quito, en el que se entrena la selección de boxeo de Pichincha. Fue un experimento que combinó el documental con el vídeoclip, dos géneros incompatibles, pero que en este caso se combinaron acertadamente. También se consiguió la actuación del boxeador profesional Luis Morochito Hernández.